# Europamästerskapen i kortbanesimning 2010
Den 18:e upplagan av Europamästerskapen i kortbanesimning hölls i Eindhoven, Nederländerna mellan den 25 och 28 november 2010. Tävlingarna arrangerades vid Pieter van den Hoogenband Simstadion i Eindhoven.

## Medaljtabell
| Pl.    | Nation        | Guld | Silver | Brons | Totalt |
| ------ | ------------- | ---- | ------ | ----- | ------ |
| 1      | Tyskland      | 10   | 8      | 4     | 22     |
| 2      | Nederländerna | 9    | 8      | 5     | 22     |
| 3      | Ungern        | 6    | 1      | 2     | 9      |
| 4      | Ryssland      | 5    | 2      | 8     | 15     |
| 5      | Italien       | 4    | 7      | 7     | 18     |
| 6      | Spanien       | 1    | 2      | 2     | 5      |
| 6      | Ukraina       | 1    | 2      | 2     | 5      |
| 8      | Österrike     | 1    | 0      | 1     | 2      |
| 9      | Kroatien      | 1    | 0      | 0     | 1      |
| 10     | Slovenien     | 0    | 3      | 1     | 4      |
| 11     | Norge         | 0    | 2      | 0     | 2      |
| 12     | Frankrike     | 0    | 1      | 2     | 3      |
| 13     | Litauen       | 0    | 1      | 0     | 1      |
| 13     | Belgien       | 0    | 1      | 0     | 1      |
| 15     | Irland        | 0    | 0      | 2     | 2      |
| 16     | Tjeckien      | 0    | 0      | 1     | 1      |
| 16     | Finland       | 0    | 0      | 1     | 1      |
| 16     | Estland       | 0    | 0      | 1     | 1      |
| Totalt | Totalt        | 38   | 38     | 39*   | 115    |

* Tyskland och Italien delade på bronset i 50 m bröstsim för herrar, därför har en extra bronsmedalj delats ut

## Deltagande nationer
Dessa 36 nationer var representerade med deltagare i tävlingen.
| - Armenien (1) - Österrike - Belarus - Belgien - Bulgarien - Kroatien - Cypern - Tjeckien - Danmark | - Estland - Finland - Frankrike - Tyskland - Storbritannien - Grekland - Ungern - Island - Irland | - Israel - Italien - Liechtenstein (1) - Litauen (6) - Luxemburg - Montenegro - Nederländerna (26) - Norge - Portugal | - Ryssland - Serbien - Slovakien - Slovenien - Spanien - Schweiz - Turkiet - Ukraina |

## Resultat

### Herrar
| Tävling       | Guld                                                                   | Tid      | Silver                                                                      | Tid      | Brons                                                                      | Tid      |
| Frisim        |                                                                        |          |                                                                             |          |                                                                            |          |
| 50 m          | Steffen Deibler                                                        | 20.98    | Marco Orsi                                                                  | 21.17    | Andrij Hovorov                                                             | 21.32    |
| 100 m         | Danila Izotov                                                          | 46.56    | Jevgenij Lagunov                                                            | 46.60    | Luca Dotto                                                                 | 47.09    |
| 200 m         | Danila Izotov                                                          | 1:41.84  | Paul Biedermann                                                             | 1:42.94  | Jevgenij Lagunov                                                           | 1:44.11  |
| 400 m         | Paul Biedermann                                                        | 3:39.51  | Federico Colbertaldo                                                        | 3:41.70  | Aleksandr Selin                                                            | 3:43.70  |
| 1500 m        | Federico Colbertaldo                                                   | 14:35.36 | Sergiy Frolov                                                               | 14:42.01 | Job Kienhuis                                                               | 14:42.39 |
| Ryggsim       |                                                                        |          |                                                                             |          |                                                                            |          |
| 50 m          | Stanislav Donets                                                       | 22.74    | Vitalij Borisov                                                             | 23.72    | Nick Driebergen                                                            | 23.73    |
| 100 m         | Stanislav Donets                                                       | 49.35    | Damiano Lestingi                                                            | 51.46    | Artem Dubovskoj                                                            | 1:52.72  |
| 200 m         | Yannick Lebherz                                                        | 1:51.74  | Damiano Lestingi                                                            | 1:51.84  | Artem Dubovskoj                                                            | 1:52.72  |
| Bröstsim      |                                                                        |          |                                                                             |          |                                                                            |          |
| 50 m          | Robin van Aggele                                                       | 26.44    | Aleksander Hetland                                                          | 26.56    | Fabio Scozzoli Hendrik Feldwehr                                            | 26.68    |
| 100 m         | Fabio Scozzoli                                                         | 57.78    | Hendrik Feldwehr                                                            | 58.09    | Robin van Aggele                                                           | 58.68    |
| 200 m         | Marco Koch                                                             | 2:04.86  | Melquiades Alvarez Cabello                                                  | 2:05.41  | Anton Lobanov                                                              | 2:06.71  |
| Fjärilsim     |                                                                        |          |                                                                             |          |                                                                            |          |
| 50 m          | Steffen Deibler                                                        | 22.34    | Andrij Hovorov                                                              | 22.74    | Joeri Verlinden                                                            | 23.23    |
| 100 m         | Steffen Deibler                                                        | 49.95    | Joeri Verlinden                                                             | 50.52    | Peter Mankoč                                                               | 50.92    |
| 200 m         | Dinko Jukić                                                            | 1:53.35  | Tim Wallburger                                                              | 1:53.71  | Bence Biczo                                                                | 1:53.75  |
| Medley        |                                                                        |          |                                                                             |          |                                                                            |          |
| 100 m         | Markus Deibler                                                         | 52.13    | Peter Mankoč                                                                | 52.87    | Alan Cabello Forns                                                         | 53.24    |
| 200 m         | Markus Deibler                                                         | 1:53.25  | Vytautas Janušaitis                                                         | 1:54.07  | Dinko Jukić                                                                | 1:54.93  |
| 400 m         | Dávid Verrasztó                                                        | 4:03.06  | Yannick Lebherz                                                             | 4:05.08  | Federico Turrini                                                           | 4:05.24  |
| Lagkapp       |                                                                        |          |                                                                             |          |                                                                            |          |
| 4x50 m frisim | Italien Luca Dotto Lucio Spadaro Filippo Magnini Marco Orsi            | 1:25.16  | Tyskland Steffen Deibler Markus Deibler Stefan Herbst Christoph Fildebrandt | 1:25.19  | Ryssland Danila Izotov Jevgenij Lagunov Vitalij Syrnikov Vladimir Briuchov | 1:25.81  |
| 4x50 m medley | Tyskland Stefan Herbst Hendrik Feldwehr Steffen Deibler Markus Deibler | 1:33.40  | Italien Mirco di Tora Fabio Scozzoli Paolo Facchinelli Marco Orsi           | 1:33.83  | Ryssland Stanislav Donets Sergej Gejbel Nikolaj Skvortsov Danila Izotov    | 1:34.25  |

### Damer
| Tävling       | Guld                                                                              | Tid     | Silver                                                             | Tid     | Brons                                                                         | Tid     |
| Frisim        |                                                                                   |         |                                                                    |         |                                                                               |         |
| 50 m          | Ranomi Kromowidjojo                                                               | 23.58   | Hinkelien Schreuder                                                | 23.90   | Britta Steffen                                                                | 23.95   |
| 100 m         | Ranomi Kromowidjojo                                                               | 51.44   | Femke Heemskerk                                                    | 52.02   | Britta Steffen                                                                | 52.92   |
| 200 m         | Femke Heemskerk                                                                   | 1:52.62 | Silke Lippok                                                       | 1:53.96 | Evelyn Verrasztó                                                              | 1:54.39 |
| 400 m         | Ágnes Mutina                                                                      | 4:01.25 | Melanie Costa Schmid                                               | 4:02.26 | Gráinne Murphy                                                                | 4:02.86 |
| 800 m         | Federica Pellegrini                                                               | 8:15.20 | Boglárka Kapás                                                     | 8:18.56 | Gráinne Murphy                                                                | 8:19.45 |
| Ryggsim       |                                                                                   |         |                                                                    |         |                                                                               |         |
| 50 m          | Sanja Jovanović                                                                   | 27.10   | Elena Gemo                                                         | 27.13   | Simona Baumrtová                                                              | 27.30   |
| 100 m         | Daryna Zevina                                                                     | 57.57   | Sharon van Rouwendaal                                              | 57.91   | Duane da Rocha Marce                                                          | 58.37   |
| 200 m         | Duane da Rocha Marce                                                              | 2:03.97 | Sharon van Rouwendaal                                              | 2:04.13 | Daryna Zevina                                                                 | 2:05.08 |
| Bröstsim      |                                                                                   |         |                                                                    |         |                                                                               |         |
| 50 m          | Dorothea Brandt                                                                   | 30.40   | Moniek Nijhuis                                                     | 30.45   | Valentina Artemjeva                                                           | 30.55   |
| 100 m         | Moniek Nijhuis                                                                    | 1:06.20 | Sophie de Ronchi                                                   | 1:06.21 | Tessa Brouwer                                                                 | 1:06.65 |
| 200 m         | Anastasia Tjaun                                                                   | 2:22.68 | Tanja Smid                                                         | 2:22.88 | Chiara Boggiatto                                                              | 2:24.52 |
| Fjärilsim     |                                                                                   |         |                                                                    |         |                                                                               |         |
| 50 m          | Inge Dekker                                                                       | 25.38   | Hinkelien Schreuder                                                | 25.49   | Triin Aljand                                                                  | 25.90   |
| 100 m         | Inge Dekker                                                                       | 56.51   | Ingvild Snildal                                                    | 57.46   | Caterina Giacchetti                                                           | 58.17   |
| 200 m         | Zsuzsanna Jakabos                                                                 | 2:05.58 | Alessia Polieri                                                    | 2:06.18 | Caterina Giacchietti                                                          | 2:06.49 |
| Medley        |                                                                                   |         |                                                                    |         |                                                                               |         |
| 100 m         | Evelyn Verrasztó                                                                  | 59.53   | Hinkelien Schreuder                                                | 59.57   | Theresa Michalak                                                              | 59.85   |
| 200 m         | Evelyn Verrasztó                                                                  | 2:07.06 | Kimberly Buys                                                      | 2:10.14 | Lara Grangeon                                                                 | 2:10.22 |
| 400 m         | Zsuzsanna Jakabos                                                                 | 4:29.78 | Anja Klinar                                                        | 4:30.83 | Lara Grangeon                                                                 | 4:30.93 |
| Lagkapp       |                                                                                   |         |                                                                    |         |                                                                               |         |
| 4x50 m frisim | Nederländerna Inge Dekker Femke Heemskerk Hinkelien Schreuder Ranomi Kromowidjojo | 1:34.34 | Tyskland Jenny Mensing Dorothea Brandt Lisa Vitting Britta Steffen | 1:36.83 | Finland Marlene Niemi Emilia Pikkarainen Lotta Nevalainen Hanna-Maria Seppälä | 1:39.02 |
| 4x50 m medley | Nederländerna Hinkelien Schreuder Moniek Nijhuis Inge Dekker Ranomi Kromowidjojo  | 1:44.98 | Tyskland Jenny Mensing Dorothea Brandt Lisa Vitting Britta Steffen | 1:47.70 | Italien Laura Letrari Lisa Fissneider Elena Gemo Federica Pellegrini          | 1:49.56 |

## Rekord
Listan nedan visar världs- Europa- och mästerskapsrekorden som satts vid tävlingen.
| Datum       | Tävling                 | Heat/Semifinal/Final | Namn             | Nation   | Tid   | CR | ER | VR |
| ----------- | ----------------------- | -------------------- | ---------------- | -------- | ----- | -- | -- | -- |
| 26 November | Herrar 50 meter ryggsim | Final                | Stanislav Donets | Ryssland | 22.74 |    |    |    |

Förklaring: VR - Världsrekord; ER - Europarekord; CR - Mästerskapsrekord